# Намок, Дарья Витальевна
Дарья Витальевна Намок (род. 14 февраля 1993 года) — российская баскетболистка.

## Карьера
Участница юниорского (до 18 лет) чемпионата Европы 2011 года.
Серебряный призёр молодёжного (до 20 лет) чемпионата Европы 2012 года.
Участница молодёжного (до 20 лет) чемпионата Европы 2013 года.
В составе клуба «Спарта&К» с 2012 по 2017 года — дважды становилась серебряным призером Кубка России.
Перед сезоном-2017/18 Намок перешла в красноярский «Енисей», в котором сразу же стала игроком стартовой пятерки.
В 2019 году перешла в клуб «Надежда».